# Trogoderma bactrianum
Trogoderma bactrianum is een keversoort uit de familie spektorren (Dermestidae). De wetenschappelijke naam van de soort werd in 1970 gepubliceerd door Zhantiev.